# Kano Pyramids
Kano Pyramids est un club nigérian de handball basé à Kano.
Le club est finaliste de la Ligue des champions d'Afrique de handball masculin en 2000.